# 维希马尔
维希马尔是德国图林根州的一个市镇。总面积5.38平方公里，总人口231人，其中男性121人，女性110人（2011年12月31日），人口密度43人/平方公里。